# Кори (Италия)
Ко̀ри (на италиански: Cori; на латински: Cora, Кора) е град и община в Централна Италия, провинция Латина, регион Лацио. Разположен е на 384 m надморска височина. Населението на града е 11 223 души (към 1 юни 2009 г.).